# St. Pantaleon
St. Pantaleon è un comune austriaco di 3 063 abitanti nel distretto di Braunau, in Alta Austria.

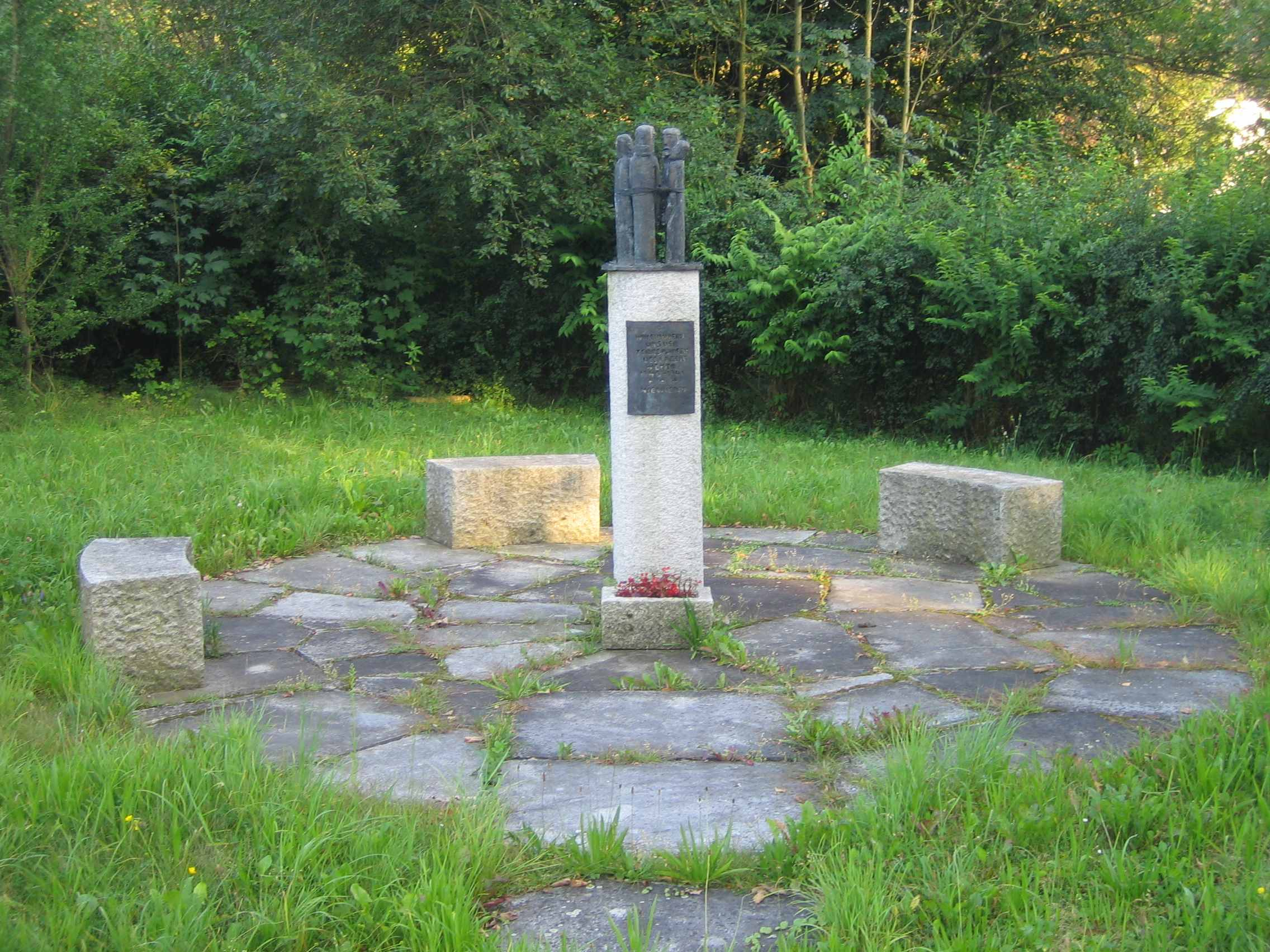
Monumento alla memoria delle vittime del campo di concentramento di Weyer

Nel comune è presente un monumento, opera dello scultore Dieter Schmidt e inaugurato il 24 giugno 2000, alla memoria delle vittime del campo di concentramento di Weyer.